# خورخي خوان كرسبو دي لا سيرنا
خورخي خوان كرسبو دي لا سيرنا (بالإسبانية: Jorge Juan Crespo de la Serna)‏ هو أستاذ جامعي ورسام مكسيكي، ولد في 1887، وتوفي في 24 يوليو 1978.